# Hemmo Kallio

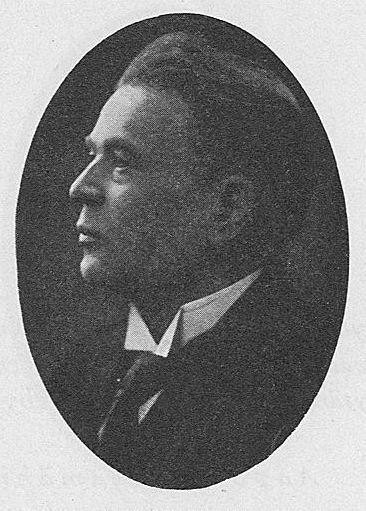
Hemmo Kallio

Hemmo Kallio (19 de abril de 1863 – 8 de septiembre de 1940) fue un dramaturgo y actor teatral y cinematográfico finlandés.

## Biografía
Nacido en Jyväskylän maalaiskunta, en la actual Finlandia, su verdadero nombre era Herman Puttonen, aunque lo cambió oficialmente a Kallio en 1906.
Kallio empezó su vida laboral dirigiendo una imprenta, pero en 1882 debutó como actor en el Teatro Arkadia de Helsinki, pasando después al que actualmente es el Teatro Nacional de Finlandia, donde trabajó hasta su retiro a finales de los años 1930. Su larga trayectoria teatral le llevó a interpretar un total de más de cuatrocientos personajes.
A partir de los años 1920 Kallio empezó también a actuar en el cine, realizando a menudo papeles paternales. Su primera película fue el drama dirigido en 1920 por Teuvo Puro Ollin oppivuodet. Uno de sus papeles de mayor fama fue el del padre de Anna-Liisa en la película de 1922 de Teuvo Puro y Jussi Snellman Anna-Liisa, basada en una obra teatral de Minna Canth.
Hemmo Kallio falleció en Helsinki en 1940. Fue abuelo del también actor Ismo Kallio.

## Obras
- 1902 : Hyvästijättö vanhalle kodille: Runomuotoinen näytelmä yhdessä näytöksessä, Helsinki
- 1903 : Pärttylin yö: Kuvaelma kahdessa osassa lauluineen, leikkineen ja tanssineen. Vanhoja itä-suomalaisia kansantapoja J. Häyhän kokoelman mukaan Näytelmäkirjasto número 2. Yrjö Weilin: Helsinki
- 1905 : Seitsemän veljestä: 4-näytöksinen huvinäytelmä kuudessa kuvaelmassa. Aleksis Kivi romaanista näyttämöä varten mukaeltu,  Näytelmäkirjasto número 18. Yrjö Weilin: Helsinki

## Filmografía
- 1920 : Ollin oppivuodet
- 1921 : Se parhaiten nauraa, joka viimeksi nauraa
- 1922 : Anna-Liisa
- 1927 : Noidan kirot
- 1927 : Vaihdokas
- 1931 : Rovastin häämatkat
- 1931 : Tukkipojan morsian
- 1934 : Meidän poikamme ilmassa - me maassa
- 1935 : Roinilan talossa
- 1936 : Pohjalaisia